# Fred Gamble
Frederick Kesner Gamble, detto Fred (Pittsburgh, 17 marzo 1932 – Honolulu, 30 marzo 2024), è stato un pilota automobilistico statunitense.

## Risultati in Formula 1
| 1960 | Scuderia               | Vettura       |  |  |  |  |  |  |  |  |    |  |  | Punti | Pos. |
| ---- | ---------------------- | ------------- |  |  |  |  |  |  |  |  | -- |  |  | ----- | ---- |
| 1960 | Camoradi International | Behra-Porsche |  |  |  |  |  |  |  |  | 10 |  |  | 0     |      |

| Legenda | 1º posto     | 2º posto | 3º posto    | A punti         | Senza punti/Non class.  | Grassetto – Pole position Corsivo – Giro più veloce |
| Legenda | Squalificato | Ritirato | Non partito | Non qualificato | Solo prove/Terzo pilota | Grassetto – Pole position Corsivo – Giro più veloce |